# Wereldbeker biatlon 2012/2013
De IBU wereldbeker biatlon 2012/2013 (officieel: E.ON IBU World Cup Biathlon 2012/2013) ging van start op 25 november 2012 in het Zweedse Östersund en eindigde op 17 maart 2013 in het Russische Chanty-Mansiejsk. Het hoogtepunt van het seizoen waren de wereldkampioenschappen in Nové Město, Tsjechië. Deze wedstrijden telden ook mee voor het wereldbekerklassement, dit in tegenstelling tot de sporten die onder de FIS-organisatie vallen.
De biatleet die aan het einde van het seizoen de meeste punten had verzameld was de eindwinnaar van de algemene wereldbeker. Ook per discipline werd een apart wereldbekerklassement opgemaakt. De algemene wereldbeker werd gewonnen door de Fransman Martin Fourcade en de Noorse Tora Berger.

## Deelnemers
Aan het deelnemersveld is dit seizoen niet veranderd ten opzichte van de afgelopen jaren, toen het startveld werd ingekrompen. Enerzijds werd het aantal deelnemers per land beperkt, anderzijds werden de eisen aan de biatleten verscherpt. De IBU wil hiermee het algehele niveau van de wereldbeker verhogen, beter waarborgen dat tijdens een wedstrijd de biatleten dezelfde omstandigheden hebben en dat de gehele wedstrijd rechtstreeks op tv uitgezonden kan worden. 
Het aantal deelnemers per land hangt af van de resultaten van de vorige wereldbekers. De beste vijf landen uit het landenklassement mogen maximaal zes sporters inschrijven voor de individuele nummers, de volgende vijf landen vijf sporters enzovoorts. Daarnaast mogen drie wildcards worden vergeven, waardoor het maximaal aantal biatleten dat aan de start verschijnt, is beperkt tot 108.
Het aantal startplaatsen per land is als volgt:
Mannen
- 6 startplaatsen:  Rusland,  Frankrijk,  Duitsland,  Noorwegen,  Zweden
- 5 startplaatsen:  Tsjechië,  Oostenrijk,  Italië,  Verenigde Staten,  Oekraïne
- 4 startplaatsen:  Slovenië,  Zwitserland,  Wit-Rusland,  Bulgarije,  Slowakije
- 3 startplaatsen:  Estland,  Canada,  Polen,  Finland,  Letland
- 2 startplaatsen:  Japan,  Kazachstan,  Verenigd Koninkrijk,  Servië,  Litouwen
- 1 startplaatsen:  China,  Roemenië,  Zuid-Korea,  Australië,  Spanje
- 0 startplaatsen:  België,  Nederland,  Turkije,  Hongarije,  Kroatië,  Macedonië,  Groenland,  Bosnië en Herzegovina,  Moldavië,  Griekenland,  Oezbekistan

Vrouwen
- 6 startplaatsen:  Rusland,  Duitsland,  Frankrijk,  Noorwegen,  Wit-Rusland
- 5 startplaatsen:  Oekraïne,  Zweden,  Polen,  Slowakije,  Italië
- 4 startplaatsen:  Verenigde Staten,  Finland,  Tsjechië,  Canada,  Bulgarije
- 3 startplaatsen:  Roemenië,  Slovenië,  Estland,  Japan,  Kazachstan
- 2 startplaatsen:  Oostenrijk,  Zwitserland,  Litouwen,  China,  Zuid-Korea
- 1 startplaatsen:  Andorra,  Letland,  Verenigd Koninkrijk,  Armenië,  Hongarije
- 0 startplaatsen:  Nederland,  Nieuw-Zeeland,  Spanje,  Brazilië,  Moldavië,  Groenland,  Bosnië en Herzegovina,  Australië,  Turkije,  Griekenland

Landen met nul startplaatsen kunnen via een wildcard meedoen aan de wereldbeker.
De eisen aan de deelnemers zijn sinds het vorige seizoen verscherpt. Er mogen alleen biatleten meedoen die bij bepaalde wedstrijden in een bepaalde periode ten minste een keer op een achterstand van maximaal 15% ten opzichte van het gemiddelde van de top-3 zijn geëindigd. Eerder was dit nog 20%. Alle deelnemers aan de estafette moeten ook voldoen aan het individuele criteria.
Voor elke wedstrijdlocatie mogen landen twee extra biatleten aanmelden. Uit deze groep moeten de deelnemers op de individuele wedstrijden worden geselecteerd. 

## Mannen

### Kalender
| Datum                               | Plaats           | Onderdeel             | Eerste                                                                                            | Tweede                                                                                   | Derde                                                                         |
| ----------------------------------- | ---------------- | --------------------- | ------------------------------------------------------------------------------------------------- | ---------------------------------------------------------------------------------------- | ----------------------------------------------------------------------------- |
| 28/11/2012                          | Östersund        | 20 km individueel     | Martin Fourcade                                                                                   | Dominik Landertinger                                                                     | Erik Lesser                                                                   |
| 01/12/2012                          | Östersund        | 10 km sprint          | Jean-Philippe Leguellec                                                                           | Alexis Bœuf                                                                              | Christoph Sumann                                                              |
| 02/12/2012                          | Östersund        | 12,5 km achtervolging | Martin Fourcade                                                                                   | Andreas Birnbacher                                                                       | Anton Sjipoelin                                                               |
| 07/12/2012                          | Hochfilzen       | 10 km sprint          | Andreas Birnbacher                                                                                | Martin Fourcade                                                                          | Jakov Fak                                                                     |
| 08/12/2012                          | Hochfilzen       | 12,5 km achtervolging | Jakov Fak                                                                                         | Dmitri Malysjko                                                                          | Martin Fourcade                                                               |
| 09/12/2012                          | Hochfilzen       | 4 x 7,5 km estafette  | Noorwegen Lars Helge Birkeland Ole Einar Bjørndalen Vetle Sjåstad Christiansen Henrik L'Abée-Lund | Frankrijk Vincent Jay Jean-Guillaume Béatrix Alexis Bœuf Martin Fourcade                 | Rusland Anton Sjipoelin Andrej Makovejev Jevgeni Oestjoegov Dmitri Malysjko   |
| 13/12/2012                          | Pokljuka         | 10 km sprint          | Jakov Fak                                                                                         | Emil Hegle Svendsen                                                                      | Martin Fourcade                                                               |
| 15/12/2012                          | Pokljuka         | 12,5 km achtervolging | Emil Hegle Svendsen                                                                               | Ondřej Moravec                                                                           | Martin Fourcade                                                               |
| 16/12/2012                          | Pokljuka         | 15 km massastart      | Andreas Birnbacher                                                                                | Jakov Fak                                                                                | Tim Burke                                                                     |
| 04/01/2013                          | Oberhof          | 4 x 7,5 km estafette  | Rusland Aleksej Volkov Jevgeni Garanitsjev Anton Sjipoelin Dmitri Malysjko                        | Noorwegen Henrik L'Abée-Lund Ole Einar Bjørndalen Erlend Bjøntegaard Emil Hegle Svendsen | Duitsland Simon Schempp Erik Lesser Arnd Peiffer Florian Graf                 |
| 05/01/2013                          | Oberhof          | 10 km sprint          | Dmitri Malysjko                                                                                   | Jevgeni Garanitsjev                                                                      | Emil Hegle Svendsen                                                           |
| 06/01/2013                          | Oberhof          | 12,5 km achtervolging | Dmitri Malysjko                                                                                   | Jevgeni Garanitsjev                                                                      | Ondřej Moravec                                                                |
| 10/01/2013                          | Ruhpolding       | 4 x 7,5 km estafette  | Frankrijk Simon Fourcade Jean-Guillaume Béatrix Alexis Bœuf Martin Fourcade                       | Noorwegen Lars Helge Birkeland Tarjei Bø Henrik L'Abée-Lund Emil Hegle Svendsen          | Oostenrijk Simon Eder Friedrich Pinter Dominik Landertinger Christoph Sumann  |
| 12/01/2013                          | Ruhpolding       | 10 km sprint          | Martin Fourcade                                                                                   | Jevgeni Oestjoegov                                                                       | Andrej Makovejev                                                              |
| 13/01/2013                          | Ruhpolding       | 15 km massastart      | Martin Fourcade                                                                                   | Dmitri Malysjko                                                                          | Emil Hegle Svendsen                                                           |
| 18/01/2013                          | Antholz          | 10 km sprint          | Anton Sjipoelin                                                                                   | Emil Hegle Svendsen                                                                      | Jakov Fak                                                                     |
| 19/01/2013                          | Antholz          | 12,5 km achtervolging | Anton Sjipoelin                                                                                   | Jakov Fak                                                                                | Daniel Mesotitsch                                                             |
| 20/01/2013                          | Antholz          | 4 x 7,5 km estafette  | Frankrijk Simon Fourcade Jean-Guillaume Béatrix Alexis Bœuf Martin Fourcade                       | Rusland Anton Sjipoelin Jevgeni Oestjoegov Jevgeni Garanitsjev Dmitri Malysjko           | Oostenrijk Simon Eder Christoph Sumann Daniel Mesotitsch Dominik Landertinger |
| Wereldkampioenschappen biatlon 2013 |                  |                       |                                                                                                   |                                                                                          |                                                                               |
| 09/02/2013                          | Nové Město       | 10 km sprint          | Emil Hegle Svendsen                                                                               | Martin Fourcade                                                                          | Jakov Fak                                                                     |
| 10/02/2013                          | Nové Město       | 12,5 km achtervolging | Emil Hegle Svendsen                                                                               | Martin Fourcade                                                                          | Anton Sjipoelin                                                               |
| 14/02/2013                          | Nové Město       | 20 km individueel     | Martin Fourcade                                                                                   | Tim Burke                                                                                | Fredrik Lindström                                                             |
| 16/02/2013                          | Nové Město       | 4 x 7,5 km estafette  | Noorwegen Ole Einar Bjørndalen Henrik L'Abée-Lund Tarjei Bø Emil Hegle Svendsen                   | Frankrijk Simon Fourcade Jean-Guillaume Béatrix Alexis Bœuf Martin Fourcade              | Duitsland Simon Schempp Andreas Birnbacher Arnd Peiffer Erik Lesser           |
| 17/02/2013                          | Nové Město       | 15 km massastart      | Tarjei Bø                                                                                         | Anton Sjipoelin                                                                          | Emil Hegle Svendsen                                                           |
| 28/02/2013                          | Oslo             | 10 km sprint          | Tarjei Bø                                                                                         | Martin Fourcade                                                                          | Andrij Deryzemlja                                                             |
| 02/03/2013                          | Oslo             | 12,5 km achtervolging | Martin Fourcade                                                                                   | Tarjei Bø                                                                                | Aleksandr Loginov                                                             |
| 03/03/2013                          | Oslo             | 15 km massastart      | Ondřej Moravec                                                                                    | Martin Fourcade                                                                          | Erik Lesser                                                                   |
| 07/03/2013                          | Sotsji           | 20 km individueel     | Martin Fourcade                                                                                   | Andreas Birnbacher                                                                       | Sergij Semenov                                                                |
| 09/03/2013                          | Sotsji           | 10 km sprint          | Martin Fourcade                                                                                   | Jevgeni Oestjoegov                                                                       | Henrik L'Abée-Lund                                                            |
| 10/03/2013                          | Sotsji           | 4 x 7,5 km estafette  | Rusland Anton Sjipoelin Aleksandr Loginov Dmitri Malysjko Jevgeni Oestjoegov                      | Duitsland Erik Lesser Andreas Birnbacher Arnd Peiffer Benedikt Doll                      | Tsjechië Michal Šlesingr Jaroslav Soukup Vít Jánov Ondřej Moravec             |
| 15/03/2013                          | Chanty-Mansiejsk | 10 km sprint          | Martin Fourcade                                                                                   | Lukas Hofer                                                                              | Andreas Birnbacher                                                            |
| 16/03/2013                          | Chanty-Mansiejsk | 12,5 km achtervolging | Christoph Sumann                                                                                  | Simon Fourcade                                                                           | Martin Fourcade Michal Šlesingr                                               |
| 17/03/2013                          | Chanty-Mansiejsk | 15 km massastart      | Martin Fourcade                                                                                   | Dominik Landertinger                                                                     | Emil Hegle Svendsen                                                           |

### Eindstanden
| Algemene wereldbeker | Algemene wereldbeker   | Algemene wereldbeker | Algemene wereldbeker |
| #                    | Naam                   | Land                 | Punten               |
| -------------------- | ---------------------- | -------------------- | -------------------- |
| 1                    | Martin Fourcade        | FRA                  | 1.248                |
| 2                    | Emil Hegle Svendsen    | NOR                  | 827                  |
| 3                    | Dominik Landertinger   | AUT                  | 715                  |
| 4                    | Jakov Fak              | SLO                  | 709                  |
| 5                    | Andreas Birnbacher     | GER                  | 691                  |
| 6                    | Jevgeni Oestjoegov     | RUS                  | 677                  |
| 7                    | Fredrik Lindström      | SWE                  | 654                  |
| 8                    | Dmitri Malysjko        | RUS                  | 645                  |
| 9                    | Anton Sjipoelin        | RUS                  | 618                  |
| 10                   | Tim Burke              | USA                  | 615                  |
| 11                   | Simon Eder             | AUT                  | 607                  |
| 12                   | Ondřej Moravec         | CZE                  | 603                  |
| 13                   | Jean-Guillaume Béatrix | FRA                  | 589                  |
| 14                   | Jevgeni Garanitsjev    | RUS                  | 559                  |
| 15                   | Tarjei Bø              | NOR                  | 518                  |
| 16                   | Erik Lesser            | GER                  | 518                  |
| 17                   | Alexis Bœuf            | FRA                  | 493                  |
| 18                   | Arnd Peiffer           | GER                  | 491                  |
| 19                   | Björn Ferry            | SWE                  | 481                  |
| 20                   | Lukas Hofer            | ITA                  | 480                  |

| Landenklassement | Landenklassement | Landenklassement | Landenklassement |
| #                | Land             | Punten           |                  |
| ---------------- | ---------------- | ---------------- | ---------------- |
| 1                | Rusland          | 7.749            |                  |
| 2                | Noorwegen        | 7.692            |                  |
| 3                | Frankrijk        | 7.656            |                  |
| 4                | Duitsland        | 7.227            |                  |
| 5                | Oostenrijk       | 6.905            |                  |
| 6                | Tsjechië         | 6.517            |                  |
| 7                | Zweden           | 6.244            |                  |
| 8                | Italië           | 6.020            |                  |

| Estafettes | Estafettes | Estafettes | Estafettes |
| #          | Land       | Punten     |            |
| ---------- | ---------- | ---------- | ---------- |
| 1          | Rusland    | 305        |            |
| 2          | Noorwegen  | 302        |            |
| 3          | Frankrijk  | 296        |            |
| 4          | Duitsland  | 267        |            |
| 5          | Oostenrijk | 243        |            |
| 6          | Tsjechië   | 226        |            |
| 7          | Zweden     | 215        |            |
| 8          | Oekraïne   | 200        |            |

| Wereldbeker 20 km individueel | Wereldbeker 20 km individueel | Wereldbeker 20 km individueel | Wereldbeker 20 km individueel |
| #                             | Naam                          | Land                          | Punten                        |
| ----------------------------- | ----------------------------- | ----------------------------- | ----------------------------- |
| 1                             | Martin Fourcade               | FRA                           | 180                           |
| 2                             | Andreas Birnbacher            | GER                           | 104                           |
| 3                             | Tim Burke                     | USA                           | 102                           |
| 4                             | Dominik Landertinger          | AUT                           | 100                           |
| 5                             | Ondřej Moravec                | CZE                           | 97                            |
| 6                             | Björn Ferry                   | SWE                           | 78                            |
| 7                             | Fredrik Lindström             | SWE                           | 72                            |
| 8                             | Lukas Hofer                   | ITA                           | 70                            |
| 9                             | Henrik L'Abée-Lund            | NOR                           | 69                            |
| 10                            | Krasimir Anev                 | BUL                           | 66                            |

| Wereldbeker 10 km sprint | Wereldbeker 10 km sprint | Wereldbeker 10 km sprint | Wereldbeker 10 km sprint |
| #                        | Naam                     | Land                     | Punten                   |
| ------------------------ | ------------------------ | ------------------------ | ------------------------ |
| 1                        | Martin Fourcade          | FRA                      | 484                      |
| 2                        | Emil Hegle Svendsen      | NOR                      | 315                      |
| 3                        | Jevgeni Oestjoegov       | RUS                      | 313                      |
| 4                        | Jakov Fak                | SLO                      | 302                      |
| 5                        | Simon Eder               | AUT                      | 260                      |
| 6                        | Andreas Birnbacher       | GER                      | 243                      |
| 7                        | Dominik Landertinger     | AUT                      | 242                      |
| 8                        | Dmitri Malysjko          | RUS                      | 240                      |
| 9                        | Jean-Guillaume Béatrix   | FRA                      | 224                      |
| 10                       | Erik Lesser              | GER                      | 218                      |

| Wereldbeker 12,5 km achtervolging | Wereldbeker 12,5 km achtervolging | Wereldbeker 12,5 km achtervolging | Wereldbeker 12,5 km achtervolging |
| #                                 | Naam                              | Land                              | Punten                            |
| --------------------------------- | --------------------------------- | --------------------------------- | --------------------------------- |
| 1                                 | Martin Fourcade                   | FRA                               | 388                               |
| 2                                 | Emil Hegle Svendsen               | NOR                               | 287                               |
| 3                                 | Anton Sjipoelin                   | RUS                               | 247                               |
| 4                                 | Fredrik Lindström                 | SWE                               | 240                               |
| 5                                 | Dmitri Malysjko                   | RUS                               | 231                               |
| 6                                 | Dominik Landertinger              | AUT                               | 218                               |
| 7                                 | Jevgeni Garanitsjev               | RUS                               | 217                               |
| 8                                 | Jevgeni Oestjoegov                | RUS                               | 215                               |
| 9                                 | Jakov Fak                         | SLO                               | 214                               |
| 10                                | Andreas Birnbacher                | GER                               | 181                               |

| Wereldbeker 15 km massastart | Wereldbeker 15 km massastart | Wereldbeker 15 km massastart | Wereldbeker 15 km massastart |
| #                            | Naam                         | Land                         | Punten                       |
| ---------------------------- | ---------------------------- | ---------------------------- | ---------------------------- |
| 1                            | Martin Fourcade              | FRA                          | 248                          |
| 2                            | Emil Hegle Svendsen          | NOR                          | 182                          |
| 3                            | Tim Burke                    | USA                          | 167                          |
| 4                            | Andreas Birnbacher           | GER                          | 163                          |
| 5                            | Ondřej Moravec               | CZE                          | 162                          |
| 6                            | Tarjei Bø                    | NOR                          | 159                          |
| 7                            | Dominik Landertinger         | AUT                          | 155                          |
| 8                            | Jakov Fak                    | SLO                          | 154                          |
| 9                            | Simon Eder                   | AUT                          | 140                          |
| 10                           | Björn Ferry                  | SWE                          | 137                          |

## Vrouwen

### Kalender
| Datum                               | Plaats           | Onderdeel            | Eerste                                                                         | Tweede                                                                           | Derde                                                                            |
| ----------------------------------- | ---------------- | -------------------- | ------------------------------------------------------------------------------ | -------------------------------------------------------------------------------- | -------------------------------------------------------------------------------- |
| 29/11/2012                          | Östersund        | 15 km individueel    | Tora Berger                                                                    | Darja Domratsjeva                                                                | Jekaterina Glazyrina                                                             |
| 01/12/2012                          | Östersund        | 7,5 km sprint        | Tora Berger                                                                    | Olena Pidhroesjna                                                                | Olga Viloechina                                                                  |
| 02/12/2012                          | Östersund        | 10 km achtervolging  | Tora Berger                                                                    | Darja Domratsjeva                                                                | Andrea Henkel                                                                    |
| 07/12/2012                          | Hochfilzen       | 7,5 km sprint        | Darja Domratsjeva                                                              | Kaisa Mäkäräinen                                                                 | Tora Berger                                                                      |
| 08/12/2012                          | Hochfilzen       | 10 km achtervolging  | Synnøve Solemdal                                                               | Tora Berger                                                                      | Kaisa Mäkäräinen                                                                 |
| 09/12/2012                          | Hochfilzen       | 4 x 6 km estafette   | Noorwegen Fanny Horn Synnøve Solemdal Hilde Fenne Tora Berger                  | Oekraïne Vita Semerenko Valj Semerenko Joelia Dzjyma Olena Pidhroesjna           | Rusland Jekaterina Glazyrina Olga Zajtseva Jekaterina Sjoemilova Olga Viloechina |
| 14/12/2012                          | Pokljuka         | 7,5 km sprint        | Gabriela Soukalová                                                             | Miriam Gössner                                                                   | Nadezjda Skardino                                                                |
| 15/12/2012                          | Pokljuka         | 10 km achtervolging  | Miriam Gössner                                                                 | Gabriela Soukalová                                                               | Marie Dorin Habert                                                               |
| 16/12/2012                          | Pokljuka         | 12,5 km massastart   | Tora Berger                                                                    | Miriam Gössner                                                                   | Gabriela Soukalová                                                               |
| 03/01/2013                          | Oberhof          | 4 x 6 km estafette   | Oekraïne Joelia Dzjyma Valj Semerenko Olena Pidhroesjna Vita Semerenko         | Frankrijk Marie-Laure Brunet Anaïs Bescond Sophie Boilley Marie Dorin Habert     | Duitsland Tina Bachmann Miriam Gössner Franziska Hildebrand Nadine Horchler      |
| 05/01/2013                          | Oberhof          | 7,5 km sprint        | Miriam Gössner                                                                 | Tora Berger                                                                      | Andrea Henkel                                                                    |
| 06/01/2013                          | Oberhof          | 10 km achtervolging  | Olga Zajtseva                                                                  | Veronika Vítková                                                                 | Valj Semerenko                                                                   |
| 09/01/2013                          | Ruhpolding       | 4 x 6 km estafette   | Noorwegen Hilde Fenne Ann Kristin Flatland Synnøve Solemdal Tora Berger        | Rusland Jekaterina Glazyrina Olga Viloechina Jekaterina Sjoemilova Olga Zajtseva | Tsjechië Veronika Vítková Gabriela Soukalová Kristýna Černá Veronika Zvařičová   |
| 11/01/2013                          | Ruhpolding       | 7,5 km sprint        | Miriam Gössner                                                                 | Darja Domratsjeva                                                                | Kaisa Mäkäräinen                                                                 |
| 13/01/2013                          | Ruhpolding       | 12,5 km massastart   | Tora Berger                                                                    | Darja Domratsjeva                                                                | Olga Zajtseva                                                                    |
| 17/01/2013                          | Antholz          | 7,5 km sprint        | Anastasiya Kuzmina                                                             | Kaisa Mäkäräinen                                                                 | Darja Domratsjeva                                                                |
| 19/01/2013                          | Antholz          | 10 km achtervolging  | Tora Berger                                                                    | Olena Pidhroesjna                                                                | Kaisa Mäkäräinen                                                                 |
| 20/01/2013                          | Antholz          | 4 x 6 km estafette   | Duitsland Franziska Hildebrand Miriam Gössner Nadine Horchler Andrea Henkel    | Rusland Jekaterina Glazyrina Olga Zajtseva Jekaterina Sjoemilova Olga Viloechina | Frankrijk Anaïs Bescond Sophie Boilley Marie-Laure Brunet Marie Dorin Habert     |
| Wereldkampioenschappen biatlon 2013 |                  |                      |                                                                                |                                                                                  |                                                                                  |
| 09/02/2013                          | Nové Město       | 7,5 km sprint        | Olena Pidhroesjna                                                              | Tora Berger                                                                      | Vita Semerenko                                                                   |
| 10/02/2013                          | Nové Město       | 10 km achtervolging  | Tora Berger                                                                    | Krystyna Pałka                                                                   | Olena Pidhroesjna                                                                |
| 13/02/2013                          | Nové Město       | 15 km individueel    | Tora Berger                                                                    | Andrea Henkel                                                                    | Valj Semerenko                                                                   |
| 15/02/2013                          | Nové Město       | 4 x 7,5 km estafette | Noorwegen Hilde Fenne Ann Kristin Flatland Synnøve Solemdal Tora Berger        | Oekraïne Joelia Dzjyma Vita Semerenko Valj Semerenko Olena Pidhroesjna           | Italië Dorothea Wierer Nicole Gontier Michela Ponza Karin Oberhofer              |
| 17/02/2013                          | Nové Město       | 15 km massastart     | Darja Domratsjeva                                                              | Tora Berger                                                                      | Monika Hojnisz                                                                   |
| 01/03/2013                          | Oslo             | 7,5 km sprint        | Tora Berger                                                                    | Darja Domratsjeva                                                                | Anastasiya Kuzmina                                                               |
| 02/03/2013                          | Oslo             | 10 km achtervolging  | Tora Berger                                                                    | Marie Dorin Habert                                                               | Anastasiya Kuzmina                                                               |
| 03/03/2013                          | Oslo             | 12,5 km massastart   | Tora Berger                                                                    | Anastasiya Kuzmina                                                               | Darja Domratsjeva                                                                |
| 07/03/2013                          | Sotsji           | 15 km individueel    | Darja Domratsjeva                                                              | Olga Zajtseva                                                                    | Tora Berger                                                                      |
| 09/03/2013                          | Sotsji           | 7,5 km sprint        | Magdalena Gwizdoń                                                              | Anastasiya Kuzmina                                                               | Tora Berger                                                                      |
| 10/03/2013                          | Sotsji           | 4 x 6 km estafette   | Duitsland Andrea Henkel Evi Sachenbacher-Stehle Miriam Gössner Laura Dahlmeier | Oekraïne Joelia Dzjyma Olena Pidhroesjna Valj Semerenko Maria Panfilova          | Noorwegen Hilde Fenne Tiril Eckhoff Ann Kristin Flatland Tora Berger             |
| 15/03/2013                          | Chanty-Mansiejsk | 7,5 km sprint        | Gabriela Soukalová                                                             | Andrea Henkel                                                                    | Miriam Gössner                                                                   |
| 16/03/2013                          | Chanty-Mansiejsk | 10 km achtervolging  | Gabriela Soukalová                                                             | Olga Viloechina                                                                  | Tora Berger                                                                      |
| 17/03/2013                          | Chanty-Mansiejsk | 12,5 km massastart   | Gabriela Soukalová                                                             | Marie Dorin Habert                                                               | Kaisa Mäkäräinen                                                                 |

### Eindstanden
| Algemene wereldbeker | Algemene wereldbeker | Algemene wereldbeker | Algemene wereldbeker |
| #                    | Naam                 | Land                 | Punten               |
| -------------------- | -------------------- | -------------------- | -------------------- |
| 1                    | Tora Berger          | NOR                  | 1.234                |
| 2                    | Darja Domratsjeva    | BLR                  | 924                  |
| 3                    | Andrea Henkel        | GER                  | 856                  |
| 4                    | Marie Dorin Habert   | FRA                  | 843                  |
| 5                    | Kaisa Mäkäräinen     | FIN                  | 834                  |
| 6                    | Gabriela Soukalová   | CZE                  | 800                  |
| 7                    | Anastasiya Kuzmina   | SVK                  | 769                  |
| 8                    | Olena Pidhroesjna    | UKR                  | 764                  |
| 9                    | Miriam Gössner       | GER                  | 746                  |
| 10                   | Vita Semerenko       | UKR                  | 739                  |
| 11                   | Olga Zajtseva        | RUS                  | 718                  |
| 12                   | Olga Viloechina      | RUS                  | 706                  |
| 13                   | Teja Gregorin        | SLO                  | 653                  |
| 14                   | Krystyna Pałka       | POL                  | 645                  |
| 15                   | Magdalena Gwizdoń    | POL                  | 632                  |
| 16                   | Veronika Vítková     | CZE                  | 511                  |
| 17                   | Anaïs Bescond        | FRA                  | 499                  |
| 18                   | Nadezjda Skardino    | BLR                  | 478                  |
| 19                   | Selina Gasparin      | SUI                  | 439                  |
| 20                   | Valj Semerenko       | UKR                  | 438                  |

| Landenklassement | Landenklassement | Landenklassement | Landenklassement |
| #                | Land             | Punten           |                  |
| ---------------- | ---------------- | ---------------- | ---------------- |
| 1                | Noorwegen        | 7.626            |                  |
| 2                | Duitsland        | 7.556            |                  |
| 3                | Rusland          | 7.392            |                  |
| 4                | Oekraïne         | 7.386            |                  |
| 5                | Frankrijk        | 7.058            |                  |
| 6                | Wit-Rusland      | 6.471            |                  |
| 7                | Polen            | 6.426            |                  |
| 8                | Italië           | 6.177            |                  |

| Estafettes | Estafettes  | Estafettes | Estafettes |
| #          | Land        | Punten     |            |
| ---------- | ----------- | ---------- | ---------- |
| 1          | Noorwegen   | 314        |            |
| 2          | Oekraïne    | 298        |            |
| 3          | Duitsland   | 294        |            |
| 4          | Rusland     | 277        |            |
| 5          | Frankrijk   | 258        |            |
| 6          | Italië      | 226        |            |
| 7          | Polen       | 218        |            |
| 8          | Wit-Rusland | 210        |            |

| Wereldbeker 15 km individueel | Wereldbeker 15 km individueel | Wereldbeker 15 km individueel | Wereldbeker 15 km individueel |
| #                             | Naam                          | Land                          | Punten                        |
| ----------------------------- | ----------------------------- | ----------------------------- | ----------------------------- |
| 1                             | Tora Berger                   | NOR                           | 168                           |
| 2                             | Andrea Henkel                 | GER                           | 131                           |
| 3                             | Darja Domratsjeva             | BLR                           | 122                           |
| 4                             | Olga Zajtseva                 | RUS                           | 107                           |
| 5                             | Anastasiya Kuzmina            | SVK                           | 104                           |
| 6                             | Kaisa Mäkäräinen              | FIN                           | 104                           |
| 7                             | Gabriela Soukalová            | CZE                           | 94                            |
| 8                             | Selina Gasparin               | SUI                           | 90                            |
| 9                             | Vita Semerenko                | UKR                           | 86                            |
| 10                            | Jekaterina Glazyrina          | RUS                           | 84                            |

| Wereldbeker 7,5 km sprint | Wereldbeker 7,5 km sprint | Wereldbeker 7,5 km sprint | Wereldbeker 7,5 km sprint |
| #                         | Naam                      | Land                      | Punten                    |
| ------------------------- | ------------------------- | ------------------------- | ------------------------- |
| 1                         | Tora Berger               | NOR                       | 428                       |
| 2                         | Darja Domratsjeva         | BLR                       | 351                       |
| 3                         | Miriam Gössner            | GER                       | 337                       |
| 4                         | Marie Dorin Habert        | FRA                       | 325                       |
| 5                         | Kaisa Mäkäräinen          | FIN                       | 324                       |
| 6                         | Gabriela Soukalová        | CZE                       | 313                       |
| 7                         | Andrea Henkel             | GER                       | 307                       |
| 8                         | Olena Pidhroesjna         | UKR                       | 305                       |
| 9                         | Anastasiya Kuzmina        | SVK                       | 294                       |
| 10                        | Vita Semerenko            | UKR                       | 281                       |

| Wereldbeker 10 km achtervolging | Wereldbeker 10 km achtervolging | Wereldbeker 10 km achtervolging | Wereldbeker 10 km achtervolging |
| #                               | Naam                            | Land                            | Punten                          |
| ------------------------------- | ------------------------------- | ------------------------------- | ------------------------------- |
| 1                               | Tora Berger                     | NOR                             | 417                             |
| 2                               | Andrea Henkel                   | GER                             | 279                             |
| 3                               | Marie Dorin Habert              | FRA                             | 277                             |
| 4                               | Olena Pidhroesjna               | UKR                             | 265                             |
| 5                               | Kaisa Mäkäräinen                | FIN                             | 255                             |
| 6                               | Darja Domratsjeva               | BLR                             | 251                             |
| 7                               | Olga Viloechina                 | RUS                             | 241                             |
| 8                               | Gabriela Soukalová              | CZE                             | 227                             |
| 9                               | Olga Zajtseva                   | RUS                             | 226                             |
| 10                              | Krystyna Pałka                  | POL                             | 222                             |

| Wereldbeker 12,5 km massastart | Wereldbeker 12,5 km massastart | Wereldbeker 12,5 km massastart | Wereldbeker 12,5 km massastart |
| #                              | Naam                           | Land                           | Punten                         |
| ------------------------------ | ------------------------------ | ------------------------------ | ------------------------------ |
| 1                              | Tora Berger                    | NOR                            | 262                            |
| 2                              | Darja Domratsjeva              | BLR                            | 200                            |
| 3                              | Vita Semerenko                 | UKR                            | 185                            |
| 4                              | Marie Dorin Habert             | FRA                            | 175                            |
| 5                              | Kaisa Mäkäräinen               | FIN                            | 171                            |
| 6                              | Teja Gregorin                  | SLO                            | 171                            |
| 7                              | Gabriela Soukalová             | CZE                            | 166                            |
| 8                              | Miriam Gössner                 | GER                            | 160                            |
| 9                              | Anastasiya Kuzmina             | SVK                            | 157                            |
| 10                             | Olga Zajtseva                  | RUS                            | 150                            |

## Gemengd

### Kalender
| Datum                               | Plaats     | Onderdeel                                | Eerste                                                                  | Tweede                                                                        | Derde                                                                       |
| ----------------------------------- | ---------- | ---------------------------------------- | ----------------------------------------------------------------------- | ----------------------------------------------------------------------------- | --------------------------------------------------------------------------- |
| 25/11/2012                          | Östersund  | 2 x 6 km + 2 x 7,5 km gemengde estafette | Rusland Olga Zajtseva Olga Viloechina Aleksej Volkov Jevgeni Oestjoegov | Noorwegen Tora Berger Synnøve Solemdal Erlend Bjøntegaard Emil Hegle Svendsen | Tsjechië Veronika Vítková Gabriela Soukalová Ondřej Moravec Michal Šlesingr |
| Wereldkampioenschappen biatlon 2013 |            |                                          |                                                                         |                                                                               |                                                                             |
| 07/02/2013                          | Nové Město | 2 x 6 km + 2 x 7,5 km gemengde estafette | Noorwegen Tora Berger Synnøve Solemdal Tarjei Bø Emil Hegle Svendsen    | Frankrijk Marie-Laure Brunet Marie Dorin Habert Alexis Bœuf Martin Fourcade   | Tsjechië Veronika Vítková Gabriela Soukalová Jaroslav Soukup Ondřej Moravec |

### Eindstand
| Gemengde wereldbeker | Gemengde wereldbeker | Gemengde wereldbeker | Gemengde wereldbeker |
| #                    | Land                 | Punten               | Zeges                |
| -------------------- | -------------------- | -------------------- | -------------------- |
| 1                    | Noorwegen            | 114                  | 1                    |
| 2                    | Rusland              | 98                   | 1                    |
| 3                    | Tsjechië             | 96                   |                      |
| 4                    | Frankrijk            | 94                   |                      |
| 5                    | Italië               | 79                   |                      |
| 6                    | Slovenië             | 78                   |                      |
| 7                    | Duitsland            | 71                   |                      |
| 8                    | Slowakije            | 66                   |                      |
| 9                    | Oekraïne             | 63                   |                      |
| 10                   | Zweden               | 61                   |                      |

## Sponsoren en partners
|                          | Sponsor/partner           |
| ------------------------ | ------------------------- |
| Titelsponsor             | E.ON                      |
| Premium sponsoren        | Viessmann                 |
| Premium sponsoren        | Deutsche Kreditbank (DKB) |
| Hoofdsponsor             | BMW                       |
| Datapartner              | IFS                       |
| Tijdpartner              | Polar Electro             |
| Media & marketingpartner | Infront Sports & Media    |
| Mediapartner             | Eurovision                |